# 孙轶青
孙轶青（1922年3月—2009年3月17日），别号红霞寓公，男，山东乐陵人，中华人民共和国政治人物、编辑、书法家，曾任国家文物局局长，中华全国青年联合会副主席，中华诗词学会会长。